# Hyperolius baumanni
Hyperolius baumanni là một loài ếch thuộc họ Hyperoliidae.
Loài này có ở Ghana và Togo.
Môi trường sống tự nhiên của chúng là rừng ẩm vùng đất thấp nhiệt đới hoặc cận nhiệt đới, đầm nước, đầm nước ngọt có nước theo mùa, vườn nông thôn, và rừng trước đây suy thoái nghiêm trọng.